# Neudorf (Steinbuch)
Neudorf war eine Siedlung im Bereich von Steinbuch, heute ein Ortsteil von Michelstadt im Odenwald in Hessen.
Die Siedlung wird 1806 erwähnt. und auch 1822 noch in der amtlichen Statistik des Großherzogtums Hessen als Bestandteil des ehemaligen Amtes Fürstenau aufgeführt. Sie scheint später in Steinbuch aufgegangen zu sein.
Neudorf gehörte zur Grafschaft Erbach-Fürstenau, die mit der Mediatisierung 1806 Teil des Großherzogtums Hessen wurde. Nach Auflösung des Amtes Erbach 1822 gehörte Neudorf zum Landratsbezirk Erbach und das Landgericht Michelstadt nahm die erstinstanzliche Rechtsprechung wahr.